# کاجیما

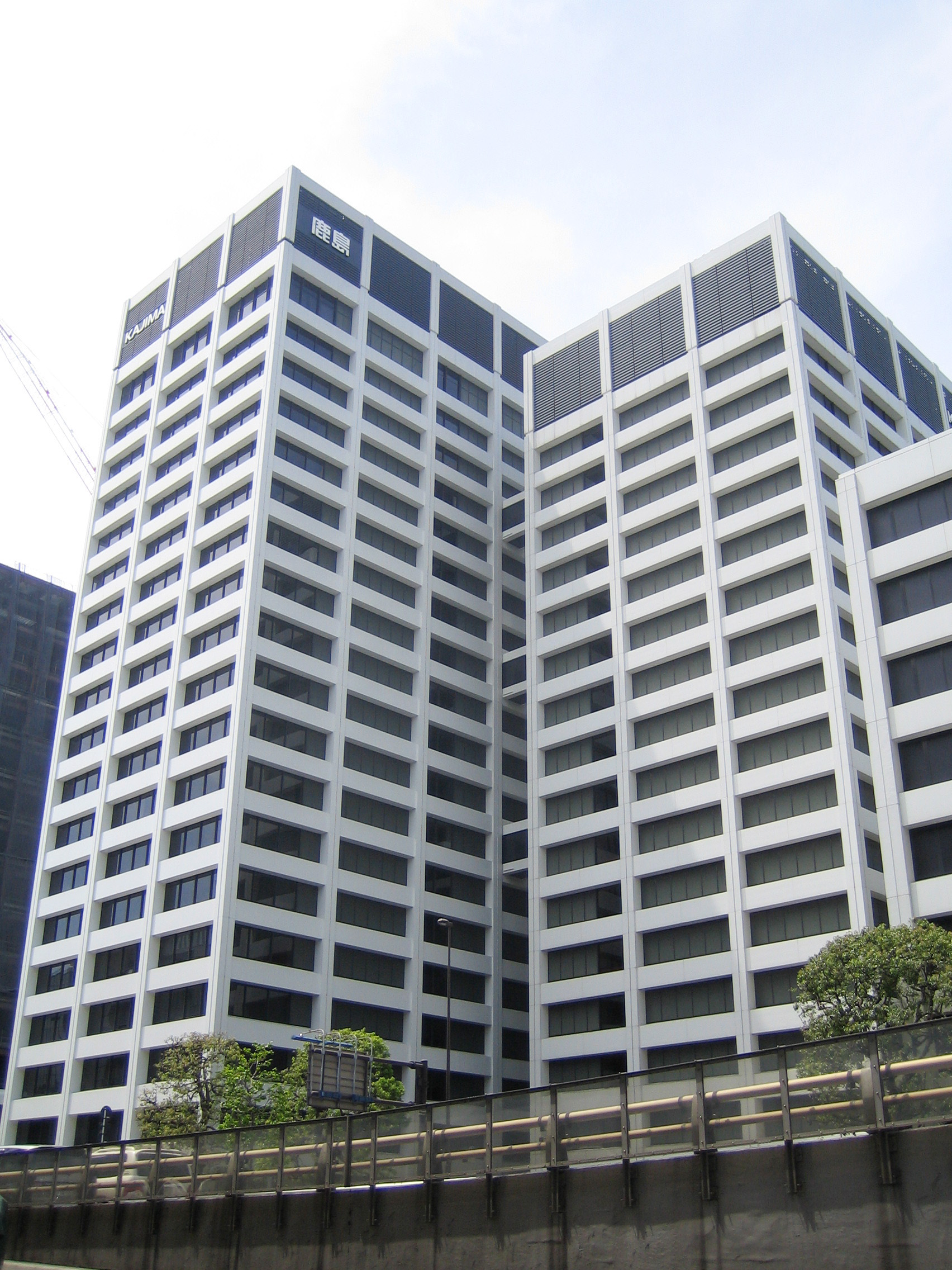
ساختمان دفتر مرکزی کاجیما، در میناتو، توکیو

کاجیما (به ژاپنی: 鹿島建設株式会社) شرکت املاک و مستغلات ژاپنی است، که در زمینه ساخت‌وساز، مهندسی عمران، طراحی و معماری املاک مسکونی، اداری و تجاری، همچنین احداث زیرساخت‌های شهری، صنعتی و توسعه املاک و مستغلات فعالیت می‌کند. 
شرکت کاجیما در سال ۱۸۴۰ توسط اواکیچی کاجیما تأسیس شد و امروزه با بیش از ۱۰۰ سال فعالیت در حوزه ساخت‌وساز، به‌عنوان یکی از پنج پیمان‌کار عمومی پروژه‌های بزرگ ساختمانی در کشور ژاپن شناخته می‌شود.
از پروژه‌های تکمیل‌شده این شرکت می‌توان به: فرودگاه بین‌المللی کانزای، پل آکاشی کای کیو، متروی دبی (فازهای ۱ و ۲)، تونل سیکان (بلندترین تونل جهان، در سنگاپور)، نیروگاه هسته‌ای شماره یک فوکوشیما، نیروگاه هسته‌ای کاشیوازاکی کاریوا، روپونگی هیلز، ریوگوکو کوکوگیکان و مرکز ملی هنر توکیو اشاره نمود.
دفتر مرکزی شرکت کاجیما در شهر میناتو، توکیو، ژاپن قرار دارد و بخشی از سهام آن در بازارهای بورس توکیو، بورس ناگویا و بورس اوساکا معامله می‌شود.